# Neptosternus ceylonicus
Neptosternus ceylonicus är en skalbaggsart som beskrevs av Kield Áxel Holmen och Vazirani 1990. Neptosternus ceylonicus ingår i släktet Neptosternus och familjen dykare. Inga underarter finns listade i Catalogue of Life.